# Lim Na-young
Lim Na-young (hangeul: 임나영), née le 18 décembre 1995 à Seoul, est une actrice et chanteuse sud-coréenne.

## Biographie
Elle a été connue pour la première fois après avoir participé à l'émission de survie Produce 101 et terminé à la dixième place, ce qui a fait ses débuts en tant que membre du girl gruope du projet I.O.I en 2016. Le groupe n'était actif que pendant moins d'un an avant de se dissoudre en janvier 2017. Plus tard cette année-là, elle est revenue à Pledis Entertainment et a fait ses débuts en tant que membre de Pristin en mars 2017. En mai 2019, Pristin s'est officiellement dissoute et Lim s'est ensuite séparé. voies avec l'agence. Elle a rejoint Sublime Artist Agency pour ses activités solo en août 2019,,.